# Jules Schelvisbrug
Jules Schelvisbrug (brug nr. 264) is een vaste brug in Amsterdam-Centrum.
De brug is gelegen in de Plantage Middenlaan en overspant de Plantage Muidergracht richting de Muiderpoort. Hier lag in eerste instantie een houten brug. In 1857 maakte stadsarchitect Bastiaan de Greef een ontwerp voor een vervangende brug met drie doorvaarten, maar de brug is vermoedelijk niet volgens het ontwerp aangelegd (zie de foto uit 1895, één doorvaart). In 1906 werd door de gemeente een uitbesteding uitgezet voor de sloop en nieuwbouw (geschatte kosten 47.500 gulden) van wederom een nieuwe versie. Het ontwerp van deze brug is eveneens afkomstig van de Dienst der Publieke Werken. De architect destijds daar was Hendrik Leguyt, maar het is onbekend of hij het ontwerp daadwerkelijk heeft gemaakt, de dienst werkte als collectief. Echter de stenen balustrades op de landhoofden wijzen wel in die richting; Leguyt was qua stijl een overgangsarchitect tussen de neo-stijlen uit de late 19e eeuw en de modernere stijl van Hendrik Petrus Berlage. Die stenen balustrades vindt men namelijk ook terug op de Nieuwe Amstelbrug waarvan Berlage het esthetisch ontwerp had gemaakt. De overspanning wordt gedragen door ijzeren liggers, waarop gietijzeren balustrades met siersmeedwerk zijn geplaatst.  
De brug stond meer dan een eeuw officieus bekend als de Artisbrug, naar het noordoostelijk gelegen Artis. Begin 2016 wilde de gemeente Amsterdam af van officieuze benamingen en stelde voor of de naam officieel te maken, of de naam te schrappen. Het werd het laatste, op initiatief van de Amsterdammer Nik Berkouwer, waarop de brug haar officiële naam kreeg: Jules Schelvisbrug naar de in 2016 overleden Jules Schelvis, een Amsterdammer die ternauwernood de Holocaust overleefde en erna onder meer veel over die periode zou publiceren.
Over de brug rijdt sinds jaar en dag tramlijn 14. Tot 22 juli 2018 reed hier ook tramlijn 9.

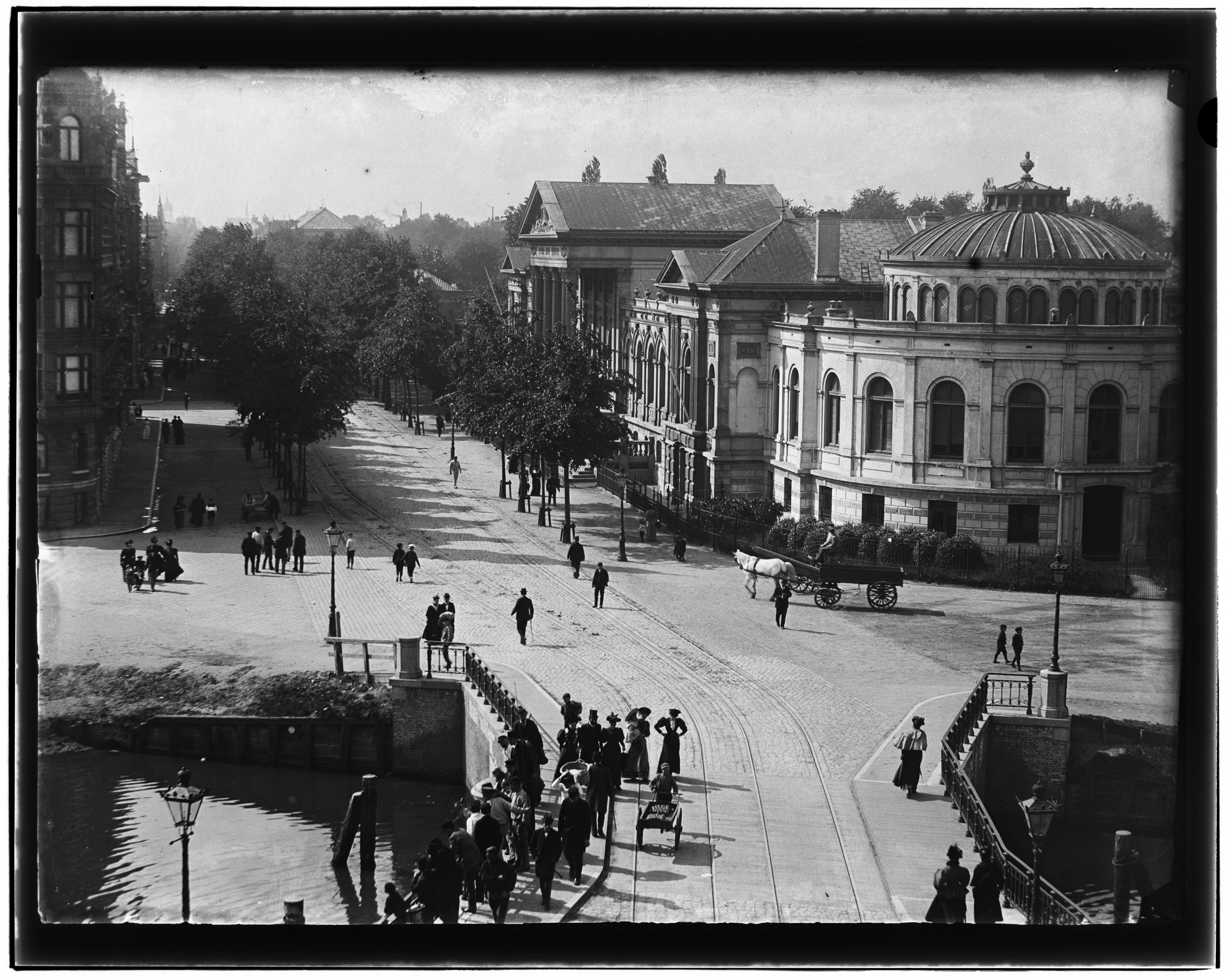
De brug in 1895 door Jacob Olie
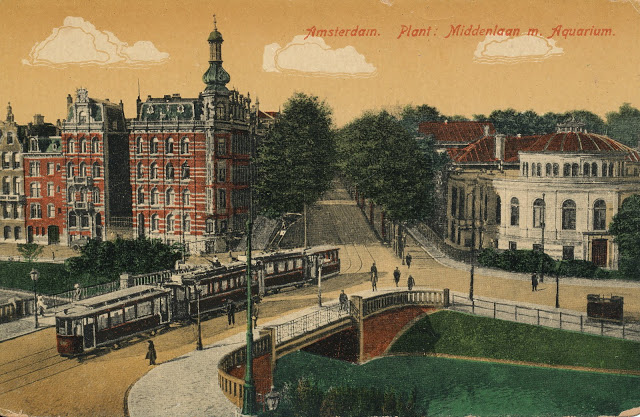
De brug in 1915

<<< · 200 · 201 · 202 · 203 · 204 · 205 · 206 · 207 · 208 · 209 ·  210 · 211 · 212 · 213 · 214 · 215 · 216 · 217 · 218 · 220 · 221 · 222 · 223 · 224 · 225 · 226 · 227 · 228 · 228P · 229 · 230 · 231 · 232 · 233 · 234 · 235 · 236 · 237 · 238 · 239 ·  240 · 241 · 242 · 243 · 244 · 245 · 246 · 247 · 248 · 249 ·  250 · 251 · 252 · 253 · 254 · 255 · 256 · 257 · 258 · 259 · 260 · 261 · 262 · 263 · 264 · 265 · 266 · 267 · 270 · 271 · 272 · 273 · 274 · 275 · 277 · 278 · 279 · 280 · 281 · 283 · 285 · 286 · 287 · 288 · 289 · 290 · 291 · 292 · 293 · 295 · 296 · 297 · 298 · 299 · >>>
Brugnummers 219, 268, 269, 276, 282, 284, 294 zijn niet (meer) in omloop.